# Thomas Neuwirth (Politiker)
Thomas Neuwirth (* 1. September 1905 in Hollabrunn; † 14. November 1988 in Salzburg) war ein österreichischer Politiker (VdU) und Gewerkschaftssekretär. Er war von 1949 bis 1953 Abgeordneter zum Nationalrat.
Neuwirth besuchte nach der Volksschule ein Realgymnasium und absolvierte danach die Handelsakademie. In der Folge studierte er ab 1928 nebenberuflich Rechtswissenschaften an der Universität Wien und schloss sein Studium 1932 mit der letzten Staatsprüfung, jedoch ohne akademischen Grad ab, was sich im gelegentlichen Zusatz  abs. iur. beim Namen spiegelt.
Neuwirth begann seine berufliche Laufbahn zwischen 1924 und 1931 als Exportfachmann in der Überseeabteilung einer Firma und war zwischen 1932 und 1934 Sekretär im Deutschnationalen Handlungsgehilfenverband (DHV). Danach arbeitete er zwischen 1934 und 1937 als Sekretär im Gewerkschaftsbund der österreichischen Arbeiter und Angestellten und war im Anschluss zwischen 1937 und 1942 als Prokurist der Großhandelsfirma Thomas Neuwirth tätig. Ab 1947 war er Landessekretär der Gewerkschaft der Angestellten in der Privatwirtschaft in Salzburg. Neuwirth wurde am 8. November 1949 als Abgeordneter zum Nationalrat angelobt, wobei er bis zum 12. Dezember 1952 dem Verband der Unabhängigen angehörte. Danach war er bis zum 18. März 1953 ohne Klubzugehörigkeit Abgeordneter zum Nationalrat. Innerparteilich war er als Vorsitzender des Zentralausschusses für Gewerkschafts- und Sozialpolitik im VdU aktiv.